# British Sandwich Association
British Sandwich Association es una asociación de Gran Bretaña fundada en enero del año 1990. Uno de los objetivos de la asociación es la vigilancia y definición de los estándares de elaboración de los sándwiches. Esta asociación (cuya sede se encuentra en Chepstow) realiza una reunión anual desde 2002 y realiza acciones de propaganda y apoyo sobre aspectos relativos a la realización y manufactura de los sándwiches. La asociación cubre funciones de comunicación, soporte, seguridad alimentaria respecto al mundo de los sándwiches, innovación, etc. 